# Eastover (Caroline du Sud)
Pour les articles homonymes, voir Eastover.
Eastover est une ville de l'État américain de Caroline du Sud, située dans le comté de Richland. Selon le recensement de 2010, sa population est de 813 habitants.

## Démographie
| 1910 | 1920 | 1930 | 1940 | 1950 | 1960 |
| ---- | ---- | ---- | ---- | ---- | ---- |
| 237  | 326  | 393  | 473  | 564  | 713  |

| 1970 | 1980 | 1990  | 2000 | 2010 | - |
| ---- | ---- | ----- | ---- | ---- | - |
| 817  | 899  | 1 044 | 830  | 813  | - |